# Tonite Let's All Make Love in London
Pour plus de détails, voir Fiche technique et Distribution.
Tonite Let's All Make Love in London (litt. « Ce soir, faisons tous l'amour à Londres ») est un film documentaire britannique sorti en 1967 et réalisé par Peter Whitehead. Il comprend des séquences du « Swinging London » accompagnées de musique pop contemporaine, des concerts et des prestations en studio de musiciens, dont les Rolling Stones et les premières images professionnelles filmées de Pink Floyd, ainsi que plusieurs interviews. Le film se distingue par des images tournées à l'intérieur de l'éphémère UFO Club, la boîte de nuit britannique de la contre-culture située au sous-sol du 31 Tottenham Court Road, et lors de l'événement The 14 Hour Technicolor Dream, qui s'est tenu dans le grand hall de l'Alexandra Palace, et auquel participait John Lennon. Le film montre également des scènes de soldats paradant en vestes écarlates et peaux d'ours, des scènes de rue londoniennes, une manifestation, des motifs psychédéliques peints sur une fille à moitié nue, l'arrivée par avion de Bunny girls de Playboy, et des invités tels que Roman Polanski et Sharon Tate, Terence Stamp et Jim Brown arrivant à la première du film de Polanski, Cul-de-sac (1966).
Une bande originale du film est aussi sorti la même année. En 1991, un disque compact contenant deux chansons de Pink Floyd (Interstellar Overdrive et Nick's Boogie) et les interviews de David Hockney et Lee Marvin est sorti pour aider à promouvoir l'album de la B.O. complète.
La B.O. est surtout connue pour contenir deux enregistrements inédits de Pink Floyd.

## Synopsis
Le film se décrit lui-même comme un concerto pop pour film et est divisé en sept sections thématiques ou « mouvements » avec un prélude et une coda.
1. Loss of the British Empire
  - Marquis of Kensington – The Changing of the Guard
  - Interview de Michael Caine (partie 1)
2. Dollygirls
  - Twice as Much – Night Time Girl
  - Interview de Bunny girls
  - Chris Farlowe – Out of Time
  - Interview d'Edna O'Brien
3. Protest
  - Vanessa Redgrave  – Guantanamera
  - Eric Burdon and The Animals  – When I Was Young
4. It's All Pop Music
  - Pink Floyd – Interstellar Overdrive (reprise 1)
  - Interview d'Andrew Loog Oldham (partie 1)
  - Vashti – Winter Is Blue
  - Interview d'Andrew Loog Oldham (partie 2)
  - Vashti – Winter Is Blue (reprise)
  - Rolling Stones  – Have You Seen Your Mother, Baby, Standing in the Shadow?
  - Interview de Mick Jagger
  - Rolling Stones – Lady Jane
5. Movie Stars
  - Interview de Julie Christie
  - Interview de Michael Caine (partie 2)
6. Pailting Pop
  - Chris Farlowe – Paint It, Black
  - Interview d'Alan Aldridge
  - Interview de David Hockney
7. As Scene From USA
  - The Small Faces – Here Come the Nice
  - Interview de Victor Lownes
  - Interview de Lee Marvin

- Pink Floyd – Interstellar Overdrive (reprise 2)
- Allen Ginsberg – Tonite Let's All Make Love in London
- Pink Floyd – Interstellar Overdrive (reprise 3)

## Bande originale

### Album original
1. Interstellar Overdrive (Syd Barrett) – 3:02
  - Interprété par Pink Floyd
2. Night Time Girl (Skinner/Rose) – 3:00
  - Interprété par Twice as Much
3. Out of Time (Mick Jagger/Keith Richards) – 3:36
  - Interprété par Chris Farlowe
4. Changing of the Guard (Leander/Mills) – 3:06
  - Interprété par The Marquis of Kensington
5. Winter is Blue (Bunyan/Skinner) – 3:21
  - Interprété par Vashti
6. Here Come the Nice (Marriott/Lane) – 3:10
  - Interprété par les Small Faces
7. Paint It, Black (Mick Jagger/Keith Richards) – 3:35
  - Interprété par Chris Farlowe
8. When I was Young (Briggs/Burdon/Jenkins/McQuilock/Weider) – 3:05
  - Interprété par Eric Burdon & the Animals
9. Interstellar Overdrive (Reprise) (Syd Barrett) – 1:05
  - Interprété par Pink Floyd
10. Tonite Let's All Make Love in London – 1:23
  - Interprété par Allen Ginsberg

### Version CD
1. Interstellar Overdrive (version de longue durée) (Barrett) – 16:46
  - Interprété par Pink Floyd

Cette version a été faite en une prise, avant que le groupe ait enregistré la version sur The Piper at the Gates of Dawn
2. Interview
  - Interviewé: Michael Caine
3. Changing of the Guard (Leander/Mills) – 2:50
  - Interprété par The Marquis of Kensington
4. Night Time Girl (Skinner/Rose) – 2:50
  - Interprété par Twice as Much
5. Interview
  - Interviewé: 'Dolly Bird'
6. Out of Time (Jagger/Richards) – 3:13
  - Interprété par Chris Farlowe
7. Interview
  - Interviewé: Edna O'Brien
8. Interstellar Overdrive (reprise) (Barrett) – 0:30
  - Interprété par Pink Floyd
9. Interview
  - Interviewé: Andrew Loog Oldham
10. Winter Is Blue (Bunyan/Skinner) – 1:27
  - Interprété par Vashti
11. Interview
  - Interviewé: Andrew Loog Oldham
12. Winter Is Blue (reprise) (Bunyan/Skinner) – 1:32
  - Interprété par Vashti
13. Interview
  - Interviewé: Mick Jagger
14. Interview
  - Interviewé: Julie Christie
15. Interview
  - Interviewé: Michael Caine
16. Paint It, Black (Jagger/Richards) – 2:52
  - Interprété par Chris Farlowe
17. Interview
  - Interviewé: Alan Aldridge
18. Paint It, Black (reprise) (Jagger/Richards) – 0:24
  - Interprété par Chris Farlowe
19. Interview
  - Interviewé: David Hockney
20. Here Come the Nice (Marriott/Lane) – 3:02
  - Interprété par les Small Faces
21. Interview
  - Interviewé: Lee Marvin
22. Interstellar Ovedrive (reprise 2) (Barrett) – 0:58
  - Interprété par Pink Floyd
23. Tonite Let's All Make Love in London (Ginsberg) – 1:08
  - Poème lu par Allen Ginsberg